# Copa Challenger de Voleibol Masculino de 2019
La Copa Challenger de Voleibol Masculino de 2019 fue la segunda edición del torneo anual internacional de voleibol masculino disputado por 6 equipos nacionales que se clasifican para la Liga de Naciones de Voleibol Masculino FIVB. El torneo se llevó a cabo en Ljubljana (Eslovenia), entre el 3 y el 7 de julio.
Eslovenia ganó el título, derrotando a Cuba en la final, y se ganó el derecho de participar en la Liga de Naciones 2021 reemplazando a Portugal, último equipo desafiante de la edición 2019.

## Clasificación
| Competición                  | Fecha                            | Sede                 | Plazas | Equipos clasificados |
| ---------------------------- | -------------------------------- | -------------------- | ------ | -------------------- |
| País anfitrión               | diciembre de 2018                | Lausanne · ( Suiza)  | 1      | Eslovenia            |
| Torneo NORCECA               | 30 de mayo – 1 de junio de 2019  | La Habana · ( Cuba)  | 1      | Cuba                 |
| Ranking Mundial de CAVB      | 12 de junio de 2019              | El Cairo · ( Egipto) | 1      | Egipto               |
| Liga Europea (Golden League) | 25 de mayo – 22 de junio de 2019 | Tallin ( Estonia)    | 2      | Turquía Bielorrusia  |
| Playoff ACV–CSV              | Cancelado                        | Cancelado            | 1      | Chile                |
| TOTAL                        |                                  |                      | 6      | 6                    |

## Sistema de competición
Los 6 equipos se dividirán en 2 grupos determinados por el sistema serpentino. El equipo anfitrión estará en la primera posición y los otros equipos serán asignados por su clasificación mundial de la FIVB. Los 2 mejores equipos de cada grupo jugarán en semifinales. Los equipos ganadores jugarán en el partido final.
Los equipos fueron clasificados de acuerdo a los siguientes criterios:
1. Mayor número de partidos ganados.
2. Mayor número de puntos obtenidos, los cuales son otorgados de la siguiente manera:
  - Partido con resultado final 3-0 y 3-1: 3 puntos al ganador y 0 puntos al perdedor.
  - Partido con resultado final 3-2: 2 puntos al ganador y 1 puntos al perdedor.
3. Proporción entre los sets ganados y los sets perdidos (Sets ratio).
4. Proporción entre los puntos ganados y los puntos perdidos (Puntos ratio).
5. Si el empate persiste entre dos equipos se le da prioridad al equipo que haya ganado el último partido entre los equipos implicados.
6. Si el empate persiste entre tres equipos o más se realiza una nueva clasificación solo tomando en cuenta los partidos entre los equipos involucrados.

El ganador del torneo avanza directamente al FIVB VNL 2020, para reemplazar al último clasificado de los equipos desafiantes en la competencia de este año.
| Grupo A               | Grupo B          |
| --------------------- | ---------------- |
| Eslovenia (Anfitrión) | Egipto (13)      |
| Turquía (33)          | Cuba (18)        |
| Chile (37)            | Bielorrusia (48) |

## Resultados
- Del 20 al 22 de junio

- Sede:  Arena Stožice
- Todos los horarios corresponden a la hora de Ljubljana, Eslovenia ( UTC+02:00 )

### Fase de grupos

#### Grupo A
| Pos. | Equipo    | Partidos | Partidos | Pts. | Sets | Sets | Sets  | Puntos | Puntos | Puntos |
| Pos. | Equipo    | PG       | PP       | Pts. | SG   | SP   | Ratio | PG     | PP     | Ratio  |
| ---- | --------- | -------- | -------- | ---- | ---- | ---- | ----- | ------ | ------ | ------ |
| 1    | Eslovenia | 2        | 0        | 6    | 6    | 1    | 6.000 | 173    | 122    | 1.418  |
| 2    | Turquía   | 1        | 1        | 3    | 4    | 3    | 1.333 | 148    | 155    | 0.955  |
| 3    | Chile     | 0        | 2        | 0    | 0    | 6    | 0.000 | 106    | 150    | 0.706  |

     – Clasificados a Semifinales.
| Fecha      | Hora  | Equipo 1  | Sets  | Equipo 2 | Set 1 | Set 2 | Set 3 | Set 4 | Set 5 | Total |
| ---------- | ----- | --------- | ----- | -------- | ----- | ----- | ----- | ----- | ----- | ----- |
| 3 de julio | 20:30 | Eslovenia | 3 : 0 | Chile    | 25-15 | 25-15 | 25-19 |       |       | 75–49 |
| 4 de julio | 20:30 | Turquía   | 3 : 0 | Chile    | 25-13 | 25-22 | 25-22 |       |       | 75–57 |
| 5 de julio | 20:30 | Eslovenia | 3 : 1 | Turquía  | 23-25 | 25-16 | 25-15 | 25-17 |       | 98–73 |

#### Grupo B
| Pos. | Equipo      | Partidos | Partidos | Pts. | Sets | Sets | Sets  | Puntos | Puntos | Puntos |
| Pos. | Equipo      | PG       | PP       | Pts. | SG   | SP   | Ratio | PG     | PP     | Ratio  |
| ---- | ----------- | -------- | -------- | ---- | ---- | ---- | ----- | ------ | ------ | ------ |
| 1    | Cuba        | 2        | 0        | 5    | 6    | 3    | 2.000 | 206    | 184    | 1.120  |
| 2    | Bielorrusia | 1        | 1        | 2    | 4    | 5    | 0.800 | 193    | 195    | 0.989  |
| 3    | Egipto      | 0        | 2        | 2    | 4    | 6    | 0.666 | 197    | 217    | 0.908  |

     – Clasificados a Semifinales.
| Fecha      | Hora  | Equipo 1 | Sets  | Equipo 2    | Set 1 | Set 2 | Set 3 | Set 4 | Set 5 | Total   |
| ---------- | ----- | -------- | ----- | ----------- | ----- | ----- | ----- | ----- | ----- | ------- |
| 3 de julio | 17:30 | Egipto   | 2 : 3 | Bielorrusia | 25-21 | 16-25 | 25-20 | 24-26 | 9-15  | 99–107  |
| 4 de julio | 17:30 | Cuba     | 3 : 1 | Bielorrusia | 25-20 | 21-25 | 25-21 | 25-20 |       | 96–86   |
| 5 de julio | 17:30 | Egipto   | 2 : 3 | Cuba        | 23-25 | 18-25 | 25-23 | 25-22 | 7-15  | 98 –110 |

### Fase final
|  | Semifinales | Semifinales | Semifinales |           |      | Final         | Final         | Final         |  |
|  | 6 de julio  | 6 de julio  | 6 de julio  |           |      | 7 de julio    | 7 de julio    | 7 de julio    |  |
|  |             |             |             |           |      |               |               |               |  |
|  |             |             |             |           |      |               |               |               |  |
|  | 1A          | Cuba        | 3           |           |      |               |               |               |  |
|  | 1A          | Cuba        | 3           |           |      |               |               |               |  |
|  | 2B          | Turquía     | 2           |           |      |               |               |               |  |
|  | 2B          | Turquía     | 2           |           | Cuba | Cuba          | 0             |               |  |
|  |             |             |             |           | Cuba | Cuba          | 0             |               |  |
|  |             |             | Eslovenia   | Eslovenia | 3    |               |               |               |  |
|  | 1B          | Eslovenia   | Eslovenia   | Eslovenia | 3    | 3             |               |               |  |
|  | 1B          | Eslovenia   |             |           |      | 3             |               |               |  |
|  | 2A          | Bielorrusia | 1           |           |      | Tercer puesto | Tercer puesto | Tercer puesto |  |
|  | 2A          | Bielorrusia | 1           |           |      | Tercer puesto | Tercer puesto | Tercer puesto |  |
|  |             |             |             |           |      |               |               |               |  |
|  |             |             |             |           |      | Turquía       | Turquía       | 1             |  |
|  |             |             |             |           |      | Turquía       | Turquía       | 1             |  |
|  |             |             |             |           |      | Bielorrusia   | Bielorrusia   | 3             |  |
|  |             |             |             |           |      | Bielorrusia   | Bielorrusia   | 3             |  |
|  |             |             |             |           |      |               |               |               |  |

##### Semifinales
| Fecha      | Hora  | Equipo 1  | Sets  | Equipo 2    | Set 1 | Set 2 | Set 3 | Set 4 | Set 5 | Total   |
| ---------- | ----- | --------- | ----- | ----------- | ----- | ----- | ----- | ----- | ----- | ------- |
| 6 de julio | 17:30 | Cuba      | 3 : 2 | Turquía     | 22-25 | 25-23 | 25-22 | 20-25 | 15-12 | 107–107 |
| 6 de julio | 20:45 | Eslovenia | 3 : 1 | Bielorrusia | 21-25 | 27-25 | 25-20 | 25-18 |       | 98–88   |

##### Tercer lugar
| Fecha      | Hora  | Equipo 1 | Sets  | Equipo 2    | Set 1 | Set 2 | Set 3 | Set 4 | Set 5 | Total  |
| ---------- | ----- | -------- | ----- | ----------- | ----- | ----- | ----- | ----- | ----- | ------ |
| 7 de julio | 17:30 | Turquía  | 1 : 3 | Bielorrusia | 20-25 | 25-20 | 16-25 | 20-25 |       | 81 –95 |

##### Final
| Fecha      | Hora  | Equipo 1 | Sets  | Equipo 2  | Set 1 | Set 2 | Set 3 | Set 4 | Set 5 | Total  |
| ---------- | ----- | -------- | ----- | --------- | ----- | ----- | ----- | ----- | ----- | ------ |
| 7 de julio | 20:30 | Cuba     | 0 : 3 | Eslovenia | 24-26 | 21-25 | 21-25 |       |       | 66 –76 |

## Posiciones finales
| Rank              | Team          |
| ----------------- | ------------- |
| Medalla de oro    | Eslovenia VNL |
| Medalla de plata  | Cuba          |
| Medalla de bronce | Bielorrusia   |
| 4                 | Turquía       |
| 5                 | Egipto        |
| 6                 | Chile         |

| \| \| \| \| \| Campeón Eslovenia[6] 1.er título \| Plantel: 1 Tonček Štern, 2 Alen Pajenk, 4 Jan Kozamernik, 5 Alen Šket, 6 Mitja Gasparini, 9 Dejan Vinčić, 10 Sašo Štalekar, 11 Žiga Štern, 13 Jani Kovačič, 14 Urban Toman, 15 Matic Videčnik, 16 Gregor Ropret, 17 Tine Urnaut , 18Klemen Čebulj Entrenador: Alberto Giuliani |
| |
| |
| Campeón Eslovenia 1.er título |

|                               |
|                               |
| Campeón Eslovenia 1.er título |